# Astragalus eupeplus
Astragalus eupeplus es una especie de planta del género Astragalus, de la familia de las leguminosas, orden Fabales.

## Distribución
Astragalus eupeplus es una especie nativa de Tayikistán.

## Taxonomía
Fue descrita científicamente por Barneby. Fue publicado en Feddes Repertorium 82: 579 (1971).
Sinonimia
- Astragalus holosericeus M. Pop.